# Larrau
Larrau é uma comuna francesa na região administrativa da Nova Aquitânia, no departamento dos Pirenéus Atlânticos. Estende-se por uma área de 120,5 km². Em 2010 a comuna tinha 199 habitantes (densidade: 1,7 hab./km²).